# Hart Crane
Hart Crane (egentligen Harold Crane), född 21 juli 1899 i Garrettsville, Ohio, död 27 april 1932 till sjöss i Mexikanska golfen, var en amerikansk författare. Både inspirerad och provocerad av T.S. Eliots poesi skrev Crane modernistisk poesi som var svår, mycket stiliserad och ambitiös i sitt innehåll.

## Biografi
Crane tillhörde mellankrigsgenerationen och räknas som en av de främsta poeterna i den moderna amerikanska litteraturen, trots att han gav ut endast två diktsamlingar. 
Crane kom till New York som 17-åring. 1926 kom hans debut, diktsamlingen White buildings. 1929 reste han till Frankrike där han skrev sitt mest kända verk, The Bridge.
Särskilt den senare, där han med Brooklynbron som symbol försöker skildra den amerikanska civilisationen, har blivit mycket uppmärksammad.
Han tog sitt liv genom att kasta sig överbord från ett ångfartyg mellan Mexiko och USA 1932.